# ゴースト・パパ
『ゴースト・パパ』（原題：Ghost Dad）は、1990年制作のアメリカ合衆国のファンタジー映画。シドニー・ポワチエ監督、ビル・コスビー主演。

## あらすじ
会社員のエリオット・ホッパーは妻に先立たれた後、3人の子供ダイアン、ダニー、アマンダを男手一つで育てながら、彼らが生活に困らないように毎日身を粉にして一生懸命働いていた。そのかいあって、エリオットは企業合併のビッグプロジェクトを任せられることになった。
これが成功すれば重役に出世し、子供たちにもより楽な生活をさせることができる。そう思い描いていたエリオットであったが、その矢先彼は交通事故に遭い、死んでしまう。だが、子供たちのことが心配なエリオットは霊界の管理人モーザーに頼み込んで三日間の猶予をもらい、ゴーストとしてこの世に残り、子供たちを見守りながら仕事を進めていく。

## キャスト
※括弧内は日本語吹替。
- エリオット・ホッパー：ビル・コスビー（池田勝）
- ダイアン・ホッパー：キンバリー・ラッセル（松本梨香）
- ジョーン：デニース・ニコラス（一柳みる）
- エディス・モーザー：イアン・バネン（青野武）
- キャロル：クリスティーン・エバーソール
- エメリー・コリンズ：バリー・コービン
- ダニー・ホッパー：サリム・グラント（大谷育江）
- アマンダ・ホッパー：ブルック・フォンテイン（矢島晶子）
- シーモア：デイキン・マシューズ
- トニー・リッカー：ダナ・アシュブルック（堀内賢雄）
- コーエン：アーノルド・スタング
- カーティス・バーチ：レイノール・シェイン
- エイミー・ヒル
- パトリカ・ダーボ